# Cité internationale (Lyon)
Die Cité internationale ist ein neues Viertel von Lyon. Der Stadtteil liegt an einem Rhôneknie am Parc de la Tête d’Or. Sie nimmt den Platz ein, an dem früher die Lyoner Messe abgehalten wurde.
Der Stadtteil ist mit den Buslinien C1, C4, C5 und C26 zu erreichen und hält an der Station Cité Internationale-Centre de congrès et Cité Internationale-Transbordeur.

## Geschichte
1984 ist die Lyoner Messe nach Chassieu (Euroexpo) umgezogen. Das Gelände war somit frei für ein neues Projekt der Stadtentwicklung, an dem mehrere Bürgermeister gearbeitet haben (Michel Noir, Raymond Barre und Gérard Collomb, unter dem die ersten Studien zu einem Kongresspalast entwickelt wurden.).
1985 wurde vom damaligen Bürgermeister, Francisque Collomb, ein internationaler Wettbewerb ausgeschrieben, den Renzo Piano gewann. Er war dann auch derjenige, der die Gesamtheit der Cité gestaltete. 1987 wurde die SEM Cité Internationale gegründet, die dann 1988 in eine ZAC umgewandelt wurde.
1989 wurde Michel Noir Bürgermeister von Lyon. Zuerst hatten die Stadtverwaltung und der Architekt dafür plädiert, die Gebäude des ehemaligen Messegeländes zu erhalten, um die Cité internationale zu erbauen, aber schließlich wurden sie abgerissen, da die Kosten der Renovierung höher gewesen wären. 1989 wurde ein PAZ (deutsch: Plan zur Neuordnung eines Gebiets), der den ZAC ablöste. Es wird noch über die Errichtung weiterer Gebäude diskutiert, zum Beispiel den Bau eines Turms.
1992 wurde ein weiteres Baugebiet (ZAC) von 32 ha beschlossen. Hierzu wurden 1993 die ersten Erlaubnisse zum Bau ausgestellt, die Arbeiten begannen dann 1993. 1998 wurde der PAZ wieder geändert, um neue Umbaumaßnahmen zu ermöglichen, darunter das zukünftige Kongresszentrum von Lyon. Im selben Jahr wurde das MAC fertiggestellt, 1999 das Hotel Marriott (ex-Hilton), 2000 das Casino Le Pharao und 2001 die ersten Wohnungen. Die Erweiterung des Kongresszentrums wurde 2002 beschlossen und 2003 begonnen.
Die Cité war 2006 mit dem Hotel Crowne Plaza Lyon – Cité Internationale abgeschlossen. Das große Amphitheater wurde am 1. Juni 2006 eingeweiht, der erste Kongress, der diese Infrastruktur nutzte, war der der französischen Versicherungsgruppe (französisch: Mutualité) am 15. Juni 2006.

## Urbanisierung
Der Komplex wurde von Renzo Piano um eine innere Fußgängerzone gebaut, die zur Hälfte bedeckt ist.
Die Entwicklung seit 1995:
- Der Palais des congrès (15 000 m²), fertig im Juni 1995;

- grand forum, 2 000 Plätze
- auditorium Lunière, 880 Plätze
- auditorium Pasteur, 300 Plätze

- vier Bürohäuser (15 000 m²), fertig im Herbst 1995
- Außengestaltung und Park (17 ha), fertig 1995/96
- Parkplatz mit 1 150 Stellplätzen, fertig im Juni 1995
- Musée d’art contemporain de Lyon (3 000 m²), fertig im Dezember 1995
- UGC Ciné Cité Internationale[3] (7.000 m², fertig 1997 (14 Säle mit 3 000 Sitzplätzen))
- Hilton Lyon (21 000 m²), fertig 1999
- Spielbank Le Pharaon der Groupe Partouche, eingeweiht am 31. März 2000
- Büroräume (16 000 m²) fertig 2005
- Erweiterung des Kongresszentrums im Juni 2006

- Amphitheater mit 3 000 Plätzen
- Neues Forum mit 4 000 m²

- Crowne Plaza Lyon - Cité Internationale, fertig 2006

## Aktivitäten
Die Cité ist ein vielfältiger Anziehungspunkt: Arbeitsmittelpunkt, kulturelle und touristische Einrichtungen. Es gibt hier Büroräume, Konferenzsäle, Hotels, ein Casino, das Museum für zeitgenössische Kunst (MAC), Kinos und Hörsäle.
In dem Viertel gibt es das Lyoner Kongresszentrum und es ist die Zentrale von Interpol.

## Wohnungen
In fünf Wohneinheiten gibt es 500 Wohnungen. Diese Wohnhäuser stehen an der Talseite der Rhône in der Nähe vom Interpolsitz.